# Tio Bitar
Tio Bitar är det fjärde studioalbumet från den svenska rockgruppen Dungen. Skivan släpptes i Sverige 25 april 2007.

## Låtlista
1. "Intro" - 3:47
2. "Familj" - 5:45
3. "Gör det nu" - 3:07
4. "C visar vägen" - 4:32
5. "Du ska inte tro att det ordnar sig" - 3:30
6. "Mon amour" - 8:47
7. "Så blev det bestämt" - 4:01
8. "Ett skäl att trivas" - 3:03
9. "Svart är himlen" - 2:17
10. "En gång i år kom det en tår" - 3:45